# Lithocarpus kozlovii
Lithocarpus kozlovii är en bokväxtart som beskrevs av Aimée Antoinette Camus. Lithocarpus kozlovii ingår i släktet Lithocarpus och familjen bokväxter. Inga underarter finns listade.